# Marton Ervin
Marton Ervin, külföldön Ervin Marton (Budapest, 1912. június 17. – Párizs, 1968. április 30.) fotóművész, grafikus, szobrász. 1937-től a párizsi művészeti kultúra szerves részévé vált. Nemzetközileg elismert fotós, aki elsősorban a művészet, az irodalom és a tudományok számos Párizsban dolgozó kulcsfigurájáról készített portréiról, valamint őszinte „utcai fotóiról” ismert. Műveit rendszeresen kiállították Párizsban, valamint Budapesten, Londonban és Milánóban; alkotásai megtalálhatóak a Magyar Nemzeti Galéria, a Francia Nemzeti Könyvtár, a Magyar Fotográfiai Múzeum, illetve Európa és az Egyesült Államok nagyvállalatainál és magángyűjtőinél.
A második világháborúban, Párizs náci megszállása idején számos más magyarral és emigránssal együtt csatlakozott a francia ellenálláshoz. A művészek és az értelmiségiek részt vettek a menekülteket segítő feladatokban, titkos közleményeket nyomtattak a morál fenntartása érdekében, valamint igazolványokat hamisítottak a nácik elől menekülni próbáló embereknek. Marton a háborút követően a francia kormánytól megkapta a Médaille de la Résistance kitüntetést.
A 20. századi Párizs magyar művészei iránti megújult érdeklődés Marton Ervin és kortársainak jelentős 21. századi kiállításait hívták életre. Ilyen kiállítások voltak többek között Bécsben (2004), Kecskeméten (2004) és Budapesten (2007, 2010). Marton párizsi utcai fotóit Kaliforniában (2009) Inge Morath és Max Yavno 20. századi fotográfusokéval együtt állították ki. 2010–2011-ben női aktfotóit más magyar művészek fotóival együtt láthatta a közönség a Párizsi Magyar Intézetben.

## Fiatalkora és tanulmányai
Preisz István Kálmán (1887–1945) kereskedő segéd és Csillag Janka (1886–1945) gyermekeként született magyarországi zsidó családban. Két nővére volt. Már gyermekkorában elkezdett rajzolni; tizenévesen pedig fotózással kezdett foglalkozni, bár formális körülmények között sosem tanulta.
Rokona volt Tihanyi Lajos (1885–1938), a Nyolcak néven ismertté vált magyar művészcsoport (1909–1918 Budapest) tagja, aki neves festő és litográfus lett. 1919-ben, a Tanácsköztársaság bukása után Bécsbe emigrált, majd Berlinbe ment, ahol barátságot kötött Brassaï-val és más fiatal magyar művésszel és íróval. A magyar és az orosz forradalom után számos művész és értelmiségi vándorolt Berlinbe Kelet- és Közép-Európából. Az 1920-as évek elején itt „rövid életű” szintézis jött létre a nemzetközi avantgárd és a nyugat-európai művészek és értelmiségiek között.
Tihanyi végül 1924-ben Párizsba emigrált, sok más magyar művészhez hasonlóan, mint Brassaï és André Kertész. Miután Marton Ervin 1937-ben szintén Párizsba költözött, Tihanyi bemutatta őt kiterjedt baráti körének.
Marton 1931-ben érettségizett, majd 1933-ban az Országos Magyar Izraelita Közművelődési Egyesület rajziskolájában folytatta tanulmányait Vesztróczy Manó vezetésével. 1934 és 1937 között az Oroszlán utcai Iparrajziskolában tanult. Az 1935 és 1937 közötti nyarakat rendszeresen Kalocsán töltötte. Martont lenyűgözték a cigányok, akiket rajzban, festményekben és fényképek formájában is megörökített.

## Karrierje
Az 1930-as években voltak az első kiállításai budapesti galériákban. A Kossuth Lajos utcai Műterem kiállítóhelyiségében 1936-ban Farkas Aladárral közösen rendezett grafikai kiállítását Elek Artúr, a Nyugat kritikusa, valamint Dutka Mária és Gerő Ödön írók méltatták. Hoffmann Edith művészettörténész megvásárolta Marton két művét (Figurák, Harakiri), amik később a Magyar Nemzeti Galéria tulajdonába kerültek. Apja neve Preisz István volt (a művész ezt a nevet viselte 1946-ig, közben műveit néha Paál néven is szignálta).
Az 1930-as években a Munkástestedző Egyesületen és az eszperantó mozgalmon keresztül kapcsolatba került a magyar munkásmozgalommal. Ekkoriban elfogadott egy megbízást egy eszperantó bélyegsorozat elkészítésére, amellyel nemzetközi elismerést szerzett. Párizsban kapcsolatba került a franciaországi magyar munkásmozgalmi emigrációval és ahogy élesedett a nemzetközi helyzet Franciaország német megszállásáig, úgy kapott és vállalt mind komolyabb és nagyobb veszéllyel járó politikai feladatokat.

### Háborús évek Párizsban
1937-ben Marton Párizsba költözött, amely az Európa-szerte élő művészek és írók központja volt, és menedéket jelentett a németországi és kelet-európai zsidóknak, akik szülőföldjükön, Németországban és Kelet-Európában szenvedtek az antiszemitizmustól. Bekerült a magyar emigráns művészek vibráló körébe. A tanulmányait is folytatta; részt vett az École des Beaux-Arts festészeti és szobrászati tanfolyamain, ahol Henri Bouchard növendéke volt.
Rokona, Tihanyi Lajos festőművész (aki 1938-ban halt meg) révén bekerült egy idősebb, befutott művészekből és írókból álló körbe. Megismerkedett Brassaï-val és Bölöni György íróval. Kapcsolatba került Németh Andor íróval és Pór Bertalan festőművésszel is. Utóbbi az első világháború előtt Tihanyival együtt a Nyolcak egyike volt Budapesten, és mindketten Brassaï barátai voltak. Bár Kertész 1936-ban New Yorkba emigrált, rendszeres európai útjai során összebarátkozott Martonnal.
A második világháború kitörése után a németek lerohanták és megszállták Franciaországot (1940–1944). Marton azon számos emigráns között volt, akik csatlakoztak a francia ellenálláshoz. Egy kis csoportban dolgoztak más magyarokkal és külföldiekkel együtt, akik közül sokan zsidók voltak. Az FTP-MOI csoport tagjaként Párizsban röplapokat rajzolt és terjesztett, amelyeket a legtöbb partizáncsoport a civil morál fenntartása érdekében készített.
Az 1940-es években Strémi József festőművésszel együttműködve megtervezett egy Petőfi Sándor költő tiszteletére készült bélyeget. 1954-ben Párizsban megjelent egy katalógus, amely az FTP-MOI és más csoportok széles körű, de titkos kommunikációjának jelentőségét mutatta be.
Papp Lajossal együtt több kockázatos akcióban is részt vett, hogy körözött személyek számára hamis iratokat készítsenek, és segítsenek nekik elrejtőzni a nácik elől. A segítettek között volt egy német író és dezertőr, valamint Varga Ferenc magyar festőművész is. (Varga, Marton barátja, Móricz Zsigmond unokaöccse volt.)
Az ellenállásban számos fiatal magyar zsidó művész és értelmiségi vett részt, köztük Józsa Sándor festőművész, Hajdú István (Etienne Hajdu) szobrász, Körösi László és Gyomai Imre újságírók, André (András) Steiner és Lucien Hervé (ekkor már francia állampolgár) fotográfusok, valamint Ladislas Mandel nyomdász.
Három magyar zsidó tagja volt a Manouchian csoportnak, amely legendássá vált az Affiche Rouge eseményeiben. Elfogták őket, kirakatperben elítélték és 1944-ben 18 társukkal együtt kivégezték. A németek lefényképezték őket és arcukat egy vérvörös keretbe foglaló plakáton kivégzésük hírével kitűzték a francia városok és falvak utcáira; a polgárok a plakátokat az ellenállás szimbólumaként használták, „Mort pour France!” (Meghaltak Franciaországért!) felirattal ellátva őket. Marton grafikát készített a Phenix, a Magyar Szemle (Revue Hongroise) által 1944 áprilisában kiadott illegális röpirat számára, amely a Manouchian csoportból megölt három magyarnak állít emléket. Jorge Semprún spanyol író, aki szintén szolgált a Résistance-ban, egy háború utáni, erről az időszakról szóló regényében hivatkozott Marton csoportjára.
Marton meg tudta védeni Tihanyi és saját korai munkáinak nagy részét a háború alatt, amihez hozzájárult a Brassaï-val és Bölönivel való barátsága, akik gondoskodtak az elraktározásukról. A magyar művészet támogatása a háború után is folytatódott. 1965-ben Kertész, Brassaï és de la Frégonnière francia ügyvéd segítettek abban, hogy Tihanyi, Marton és más magyar művészek munkái átkerüljenek az 1957-ben alapított Magyar Nemzeti Galériába.
Bár Marton szülei túlélték a holokausztot Budapesten, a nélkülözés olyannyira legyengítette őket, hogy a háború vége után nem sokkal tüdőgyulladásban meghaltak. Két nővérét Raoul Wallenberg mentette meg, de egyikük gyermeke a háború alatt életét vesztette.

## A háború utáni évek
A háborút követő években a párizsi művészeti élet gyorsan felélénkült. Marton 1944 és 1946 között Bölönivel és Pórral együtt dolgozott az emigráns művészek kulturális központjának, a Magyar Háznak az újjászervezésében. A közösség saját kiállításokat és beszélgetéseket szervezett. Számos csoportos kiállításra hívták meg, köztük 1947-ben a Galerie Maeght szürrealista kiállításaira. Abban az évben a londoni School of Paris kiállításon is szerepeltek művei, amely az első kiállítása volt Londonban.
Marton egyéni kiállításokon is szerepelt: 1948-ban a Galerie Palmes retrospektív tárlatot rendezett munkáiból. A katalógus előszavát Louis Cherronnet, az Arts című folyóirat kritikusa írta, aki Marton munkásságának támogatója volt. 1953-ban a Galerie St. Jacques biztosított Martonnak egyéni kiállítást. A katalógus előszavában Blaise Cendrars író úgy jellemezte Martont, mint „a fehér és fekete fotográfia bajnokát”.
Az 1940-es és ’50-es években készült munkáinak köszönhetően nemzetközileg ismertté vált mint az utcai fotózás egyik mestere, aki az embereket mindennapi életükben örökítette meg. 1965-ben Olaszországban a Circolo Fotografia Milanese (Milánói Fotóklub) jóvoltából önálló kiállításon mutatkozott be. A fotózás mellett Marton más művészeti ágakban, – mint a festészet, grafika, szobrászat –, is folytatta munkáját.
A párizsi művészeti közösségen belüli erős magyar kapcsolatok továbbra is virágoztak. A háború utáni években Marton segítette az új művészeket, például a magyar emigráns Michael Peto-t, akinek fotózási technikát tanított és bátorította a pályája elején álló magyar emigránst. Peto később visszatért Londonba, ahol saját jogán nemzetközileg ismert fotóriporterré vált.

## Családja
A háború után ismerkedett meg későbbi feleségével, Rudas (szül. Zafir) Mártával, aki Budapestről emigrált Párizsba. A nő Moses Schreiber (Chaszam Szófér) leszármazottja volt. A háborús évek alatt Budapesten bujkált egy szobában két nővérével és egy kis unokahúgával. Első férje, Rudas György a háború alatt halt meg, miközben egy magyarországi zsidó kényszermunkacsoportban dolgozott.
Marton és Márta 1949-ben kötött házasságot és két fiuk született. Pier video/new media artist, professzor és író; Yves antropológus, aki capoeirát is tanított.

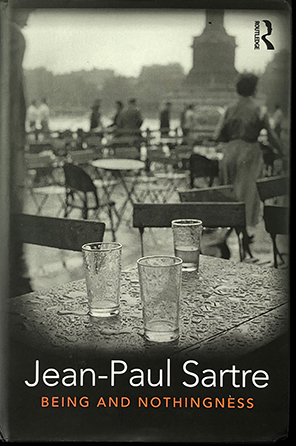
„Megszakított beszélgetés, Place de la Bastille, 1950 körül” – Marton Ervin borítóképe Jean-Paul Sartre L'Être et le Néant című művének 2018-as angol nyelvű Routledge-kiadásán.

## Megbízásai és elismerései
Marton művészi elismertsége számos munkalehetőséget eredményezett. Fotómegbízásai között szerepeltek:
- Plakátok és prospektusok a francia nemzeti turisztikai irodák számára;
- Ausztriáról szóló fényképalbum a Les Guides Bleus (Kék útikönyvek) számára, Párizs: Hachette, 1959;
- Larousse szótár;
- A Sun kiadó különféle műveihez; és
- Fotók Maurice Fombeure verseihez egy Párizsról szóló könyvhöz, amelynek címe Paris m'a souri (Párizs rám mosolygott) (1959, Alpina).
- André Malraux, a francia kulturális miniszter (1959–1969) gyakran bízta meg Martont fotóprojektekkel.

Az 1940-es évektől az 1960-as évekig, amikor a magazinok hosszabb fotóesszéket közöltek, Marton fotói olyan jelentős francia folyóiratokban jelentek meg mint a Paris Match, a Regard, a Lettres Françaises és a Point de Vue. Munkáit nemzetközileg is publikálták az amerikai Camera and Travel (ma Travel + Leisure); Photography Year-book (London) és japán kiadványok. A kritikusok az Arts, a Le Monde, a Regard és a Le Canard Enchaîné című lapokban, valamint a francia rádióban megjelent kritikákban méltatták munkásságát. Georges Besson kritikus például csodálatát fejezte ki a Lettres Françaises című folyóiratban.
Martont a Peintres Témoins de leur Temps című művészeti katalógus fotósának választották. Emellett többek között Jean Cocteau, Marc Chagall, Paul Léautaud, François Mauriac és Pablo Picasso írókról és művészekről készített portréit a Bibliothèque Nationale (Nemzeti Könyvtár) állította ki. Ezek a portrék, valamint Jacques Prévert, Darius Milhaud, Albert Schweitzer, Jean Genet, Albert Camus, Charlie Chaplin, Gaston Bachelard, Yves Montand, Juliette Gréco, Leonor Fini, Tsugouharu Foujita és Marcel Jouhandeau portréi a kritikusok elismerésében részesültek. Ma a Francia Nemzeti Könyvtár számos fényképét őrzi.
1968. április 30-án Párizsban hunyt el agyvérzés következtében. Ötvenöt éves volt, feleségét és két fiát hagyta hátra. Akkoriban a Magyar Nemzeti Galéria retrospektív kiállításra készült munkáiból. Halála után a kurátorok átdolgozták a kiállítást, és 1971-ben Marton tiszteletére és retrospektív kiállításként mutatták be. Még abban az évben kiadták a kiállítás katalógusát: N. Pénzes Éva, Marton Ervin emlékkiállítása. A Nemzeti Galéria a fotográfiái mellett egy-egy festményét és grafikai munkáit is őrzi.
A Magyar Fotográfiai Múzeum 1991-es megnyitása óta Marton munkáit is gyűjti. A múzeum 2004-ben önálló retrospektív kiállításon mutatta be a fotográfust. A múzeumot különösen érdeklik a Martonhoz hasonló magyar fotósok, akik más országokban dolgozva szereztek nemzetközi hírnevet.
Marton halála után szobrát a családja a Szombathelyi Képtárnak adományozta. Az 1985-ben alapított galéria főleg 20. századi és későbbi művészeket mutat be. 1992-ben két kiállítást rendeztek Marton fotóiból, Marton Ervin 80 éves és Utóképek címmel.

## Öröksége és kitüntetései
- Médaille de la Résistance
- Marton munkáit mai napig kiállítják nemzetközi kiállításokon, és különösen elismerik portréi és utcai fotográfiái miatt.

## Kiállításai (válogatás)
- 1945 – Galerie Arts, Párizs
- 1947 – School of Paris, Bussy Gallery, London
- 1947 - Szürrealista kiállítások, Galerie Maeght, Párizs
- 1948 – Ervin Marton: önálló kiállítás, Galerie Palmes, Louis Cheronnet katalógusának előszava
- 1956 – Art et Résistance, Salon d'Hiver, Párizs
- 1965 – Circolo Fotografia Milanese, Olaszország – önálló kiállítás
- 1968 – Modern francia grafika kiállítás, Szépművészet Múzeum, Budapest (csoportos kiállítás)
- 1970 – 20. századi magyar származású művészek külföldön, Műcsarnok, Budapest (csoportos kiállítás)
- 1971 – Marton Ervin: Emlékkiállítás, Magyar Nemzeti Galéria. A katalógus a következő kiállítási tárgyakat tartalmazta munkáiból:[24]
- 1992 – Marton Ervin 80 éves, május – június; Utóképek, 1992. szeptember – október, Mini Galéria, Szombathelyi Képtár[28]
- 2004. június – Marton Ervin: Életmű-kiállítás, Magyar Fotográfiai Múzeum, Kecskemét[29]
- 2004. november – Double voyages: Photographies hongroises du monde entier (Magyar fényképek az egész világból), Magyar Kulturális Intézet, Bécs, Ausztria.[30]
- 2007 – Paris en hongrois (Párizs magyarul) – Mai Manó Ház, Magyar Fotográfusok Háza, Budapest[31]
- 2009 – 20th Century Photography: Selections from the Wachovia Securities Art Collection (jelenleg Wells Fargo Collection), Center Art Museum, Escondido, Kalifornia[32]
- 2010 – Száműzött művészet sorozat: Késői hazatérés, 2010. április 17. és augusztus 15. között, Holokauszt Emlékközpont (HDKE), Budapest, csoportos kiállítás számos, a 20. században külföldön dolgozó magyar művészről.[18]
- 2011 – formELLES – La femme dénudée dans la photographie hongroise, (A női akt a magyar fotográfiában), 2010. november 5. és 2011. január 29. között, Institut hongrois / Galerie Vasarely, Párizs[33]
- 2015 – Ervin Marton: Paris, the Post-War years, 2015. május 14. és július 3. között, Gallery Cohen, Los Angeles[34]
- 2016 – Emeric Feher et ses amis (Emeric Feher, Stephen Deutsch, Ervin Marton et André Steiner), 2016. június 2. és július 16. között, Párizsi Magyar Intézet, Franciaország[35]

## Publikációk részleges listája
- Laure Beaumont Maillet, Françoise Denoyelle et Dominique Versavel, La photographie humaniste 1945–1968, Autour d'Izis, Boubat, Brassaï, Doisneau, Ronis... BnF, Bibliothèque Nationale de France, Paris, 2006
- Károly Kincses, Double voyages: photographies hongroises du monde entier Archiválva 2011. július 15-i dátummal a Wayback Machine-ben, Vienna: Collegium Hungaricum, 2001 (Marton Ervin a 20. századi magyar fotográfusok között szerepel), magyar és angol nyelven is megjelent.
- Edith Balas, Joseph Csáky: A Pioneer of Modern Sculpture: Philadelphia, PA: American Philosophical Society, 1998, borító és címlap, fotó: Marton Ervin; plusz négy fotója a belső oldalon.
- Maurice Fombeure, Paris m’a souri, Marton Ervin fényképeivel, Paris: Alpina, 1959
- Jean Mistler, l'Autriche (Ausztria), Marton Ervin fotóival, Les Guides Bleus, Párizs: Hachette, 1958.
- Peintres Témoins de leur Temps (Koruk festői tanúi), Marton Ervin és mások fotóival, Párizs
- Lucien Lorelle: "l'Esthètique du Nu", Marton Ervin fotóival, Le Monde

## Fordítás
- Ez a szócikk részben vagy egészben  az   Ervin Marton című angol Wikipédia-szócikk ezen változatának fordításán alapul.  Az eredeti cikk szerkesztőit annak laptörténete sorolja fel. Ez a jelzés csupán a megfogalmazás eredetét és a szerzői jogokat jelzi, nem szolgál a cikkben szereplő információk forrásmegjelöléseként.